# COVID-19-Pandemie in Bhutan
Die COVID-19-Pandemie in Bhutan tritt als regionales Teilgeschehen des weltweiten Ausbruchs der Atemwegserkrankung COVID-19 auf und beruht auf Infektionen mit dem Ende 2019 neu aufgetretenen Virus SARS-CoV-2 aus der Familie der Coronaviren. Die COVID-19-Pandemie breitet sich seit Dezember 2019 von China ausgehend aus. Ab dem 11. März 2020 stufte die Weltgesundheitsorganisation (WHO) das Ausbruchsgeschehen des neuartigen Coronavirus als Pandemie ein.

## Verlauf
Am 6. März 2020 wurde der erste COVID-19-Fall in Bhutan bestätigt. Im WHO-Situationsbericht tauchte dieser Fall ebenfalls erstmals am 6. März 2020 auf.

## Statistik
Die Fallzahlen entwickelten sich während der COVID-19-Pandemie in Bhutan wie folgt:

### Infektionen

Bestätigte Infizierte in Bhutan nach Daten der WHO. Oben kumuliert, unten Tageswerte

## Todesfälle

Bestätigte Todesfälle in Bhutan nach Daten der WHO. Oben kumuliert, unten Tageswerte

## Impfung
In Bhutan erhielten beginnend am dem 27. März 2021 innerhalb einer Woche 85 % der Erwachsenen eine erste Impfdosis.